# Cancro da orofaringe
O cancro da orofaringe, também conhecido como cancro da amígdala, é uma doença em que células anormais com potencial para crescer localmente e se espalhar para outras partes do corpo são encontradas no tecido da garganta (orofaringe) que inclui a base da língua, amígdalas, palato mole e paredes da faringe. Os dois tipos de cancro da orofaringe são o cancro da orofaringe HPV-positivo, que é causado por uma infecção oral por vírus do papiloma humano; e cancro da orofaringe HPV-negativo, que está relacionado ao uso de álcool, tabaco ou ambos.
Este cancro é diagnosticado por biópsia de tecido anormal observado na garganta. O cancro é estagiado de acordo com a aparência das células anormais na biópsia, juntamente com as dimensões e a extensão das células anormais encontradas. O tratamento é feito com cirurgia, quimioterapia ou radioterapia; ou alguma combinação destes tratamentos.